# 하라 나츠코 (성우)

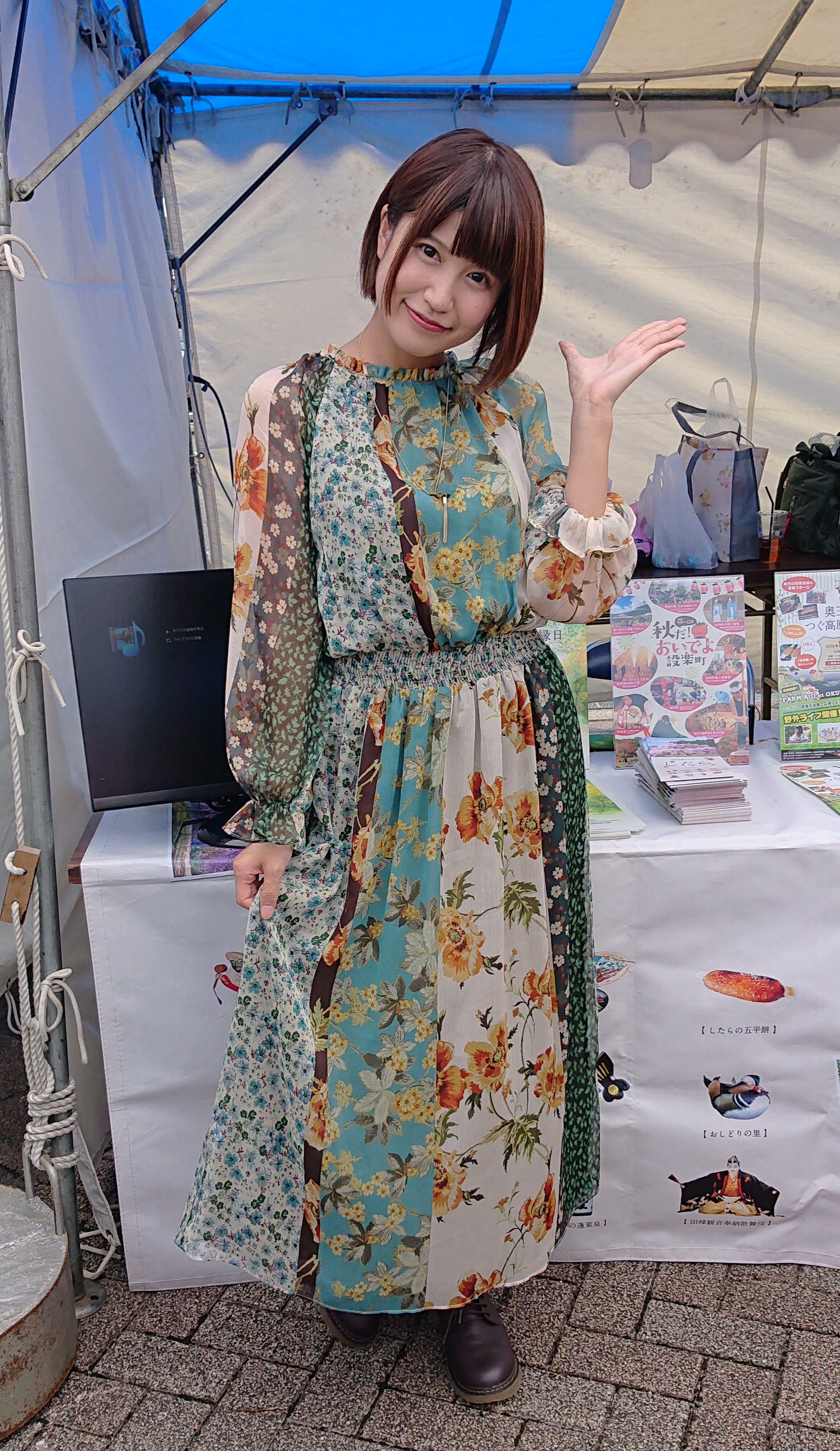
하라 나츠코 (성우)

하라 나츠코(일본어: 原 奈津子 はら なつこ[*], 1988년 7월 6일~)는 일본의 성우, 여배우, 아이돌이다. 아이치현 출신이며 크로커다일 소속이다.

## 주요 출연작

### 애니메이션
- 2015년
  - JK메시! - 사에키 레이나
  - 성 아랫마을의 단델리온 - 주부
- 2016년
  - 비색 코코아 in Hawaii - 샤인
  - 귀참 - 아마테라스
  - 나조토키네 - 아마노 토키네
  - 빵으로 Peace! - 사쿠라 아미
  - 미소녀 유희 유닛 크레인 게일 - 미라이
- 2017년
  - ēlDLIVE - 유타
  - 케모노 프렌즈 - 오록스
  - 러브 쌀: WE LOVE RICE - 마나무스메, 아나운서, 음성 가이드
  - 지지마라!! 악의 군단!
  - 가부키부! - 톤보의 어머니
  - 변변찮은 마술강사와 금기교전 - 사자, 중독자
  - 카이토×안사 - 아마노 토키네
  - 클리오네의 불빛 - 쿄코(츠키하시 쿄코)
  - 첫 갸루 - 시이나 코코로
  - 장국의 알타이르 - 아라바 족
  - 메이드 인 어비스 - 이리므, 인파
  - 명탐정 코난 - 모모치 쿠루미(871화 엑스트라)
  - aiseki MOGOL GIRL - 하루코
- 2018년
  - gdgd맨s - 멜로디, 우상, 메이드들
  - 킬링바이츠 - 아라시나 료코
  - 앨리스 or 앨리스 - 코리
  - 앙골모아 ~원구전투기~ - 관청의 여자
  - 사신 짱 드롭킥 - 타치바나 메이
  - 치오의 통학로 - 여학생
  - B: The Beginning - 조연
- 2019년
  - 비색 코코아 sideG - 코코아
  - 방패 용사 성공담 - 리시아 아이비레드
  - 거친 계절의 소녀들이여 - 타케야마 유코
- 2020년
  - 이과가 사랑에 빠졌기에 증명해보았다 - 카나데 코토노하
  - 사신 짱 드롭킥' - 타치바나 메이
- 2022년
  - 방패 용사 성공담 2기 - 리시아 아이비레드
  - 이과가 사랑에 빠졌기에 증명해보았다 r=1-sinθ(하트) - 카나데 코토노하

### 게임
- 걸 건 더블피스 - 사카구치 카스미, 나미키 산고
- 메모리즈 오프 -Innocent Fille- - 토키와 요미, 모노레일 아나운서
- 이스 Ⅸ: 몬스트룸 녹스 - 실루엣, 잉그리드
- 야생소녀 - 스쿠프, 에투알, 후기

### 외화
- 세계의 끝까지 하하! - 조세핀 드라이
- 스콜피온 킹 - 메노펠
- 엑소시스트 - 키사 마크스